# Olof Larsson i Nasta
Olof Larsson (i riksdagen kallad Larsson i Nasta), född 3 september 1820 i Rinkaby socken, Närke, död där 17 november 1876, var en svensk lantbrukare och politiker.
Olof Larsson, som kom från en bondesläkt, var lantbrukare i Nasta i Rinkaby, där han också var ledande kommunalman.
Han företrädde bondeståndet i Glanshammars och Örebro härader vid ståndsriksdagen 1859/60 och var även riksdagsledamot i andra kammaren 1870–1872 för Örebro och Glanshammars häraders valkrets. I riksdagen tillhörde han inledningsvis Nyliberala partiet, men efter dess upplösning övergick han 1872 till Lantmannapartiet. Han var bland annat suppleant i lagutskottet 1871–1872 och engagerade sig bland annat för skattereformer och minskad statsbyråkrati.